# Arrivo degli ungheresi
L'Arrivo degli ungheresi (in ungherese A magyarok bejövetele), comunemente noto come Panorama di Feszty o Ciclorama di Feszty in ungherese Feszty-körkép) è un enorme ciclorama realizzato dal pittore ungherese Árpád Feszty e dai suoi assistenti che raffigura l'inizio della conquista magiara del bacino dei Carpazi nell'895.
Fu completato nel 1894, in vista dell'imminente millesimo anniversario dell'evento. Dal 1100º anniversario dell'evento nel 1995, il dipinto è esposto nel Parco nazionale storico commemorativo di Ópusztaszer, in Ungheria.

## Descrizione
Il dipinto è alto quasi 15 metri e lungo quasi 120 metri. È stato realizzato con la tecnica della pittura a olio e raffigura, con un paesaggio montuoso alle spalle, circa 2.000 persone.
L'opera immortala l'arrivo delle tribù ungare nel bacino dei Carpazi, conquistato dagli antenati degli odierni magiari intorno alla fine del IX secolo (honfoglalás).

## Storia
Nel 1891, Árpád Feszty ammirò con i suoi occhi un dipinto panoramico realizzato da Édouard Detaille e Alphonse-Marie-Adolphe de Neuville a Parigi e ne fu affascinato, in quanto desiderava ritrarne uno simile in Ungheria. All'inizio, pensò di ritrarre una versione simile che raffigurasse il diluvio universale, ma su consiglio di suo suocero, il famoso scrittore ungherese Mór Jókai, cambiò idea e si concentrò invece su L'arrivo degli ungheresi, affascinato dalla prospettiva millesimo anniversario dall'evento, il quale avrebbe avuto luogo nel giro di qualche anno.

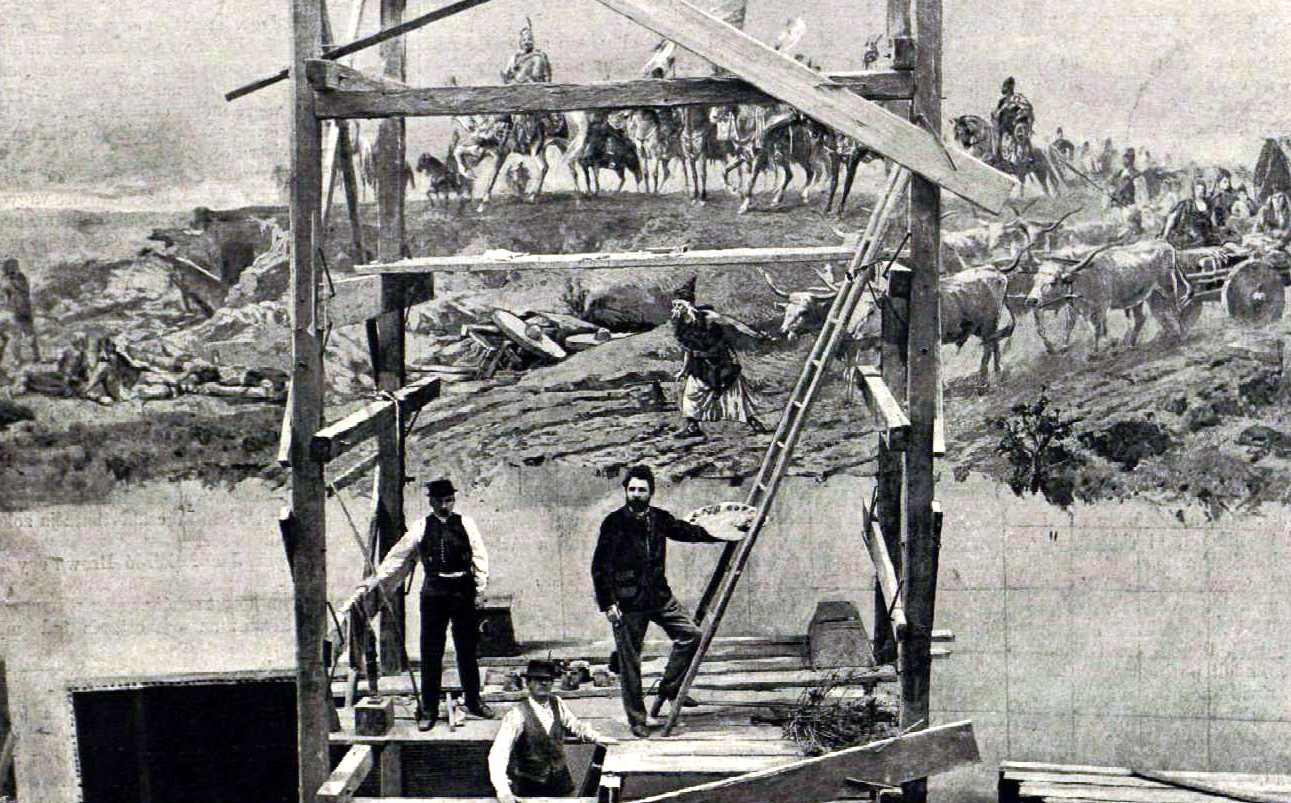
Feszty e i suoi assistenti al lavoro per realizzare l'opera

Per realizzare una rappresentazione autentica del paesaggio, Feszty giunse presso il passo di Verecke, localizzato nei Carpazi e vicino a Munkács, da dove gli Ungari fecero il loro ingresso nella pianura pannonica nell'895. La località prescelta per la rappresentazione del ciclorama, oggi compresa nel territorio dell'Ucraina, è grosso modo quella situata alle coordinate geografiche 48°26′53″N 22°42′01″E.
La stampa ungherese riferì costantemente sullo stato di avanzamento dei lavori e i più ottimisti profetizzavano che il dipinto sarebbe stato completato entro il 20 agosto 1893, ovvero la giornata nazionale dell'Ungheria, in occasione della quale si ricorda la canonizzazione di re Santo Stefano d'Ungheria (20 agosto 1083). Rincorrendo l'interesse dell'opinione pubblica, il consiglio di Budapest si offrì di sostenere le spese e, nel contratto stipulato con la squadra di pittori, individuò anche una sede a Budapest avrebbe dovuto ospitare il dipinto. Feszty non riuscì a finire in tempo il lavoro per le vacanze del 20 agosto, considerando che a quel punto era pronta solo una piccola bozza a colori, mentre si sperava di far raggiungere alla versione finale dimensioni ben maggiori. Ad aprile, con l'aiuto di Ignác Újváry, dipinse il cielo, mentre i dettagli del paesaggio furono citati da László Mednyánszky, Újváry e Spányi. Le figure umane furono dipinte da Pál Vágó e Henrik Papp, e i campi da Celesztin Pállya. Altri pittori ancora si unirono al lavoro, poiché ben presto si comprese che Feszty e i suoi assistenti non avrebbero potuto completarlo senza supporto esterno. Diversi amici scrittori, attori e musicisti sostennero economicamente i pittori mentre eseguivano i lavori.
Nella primavera del 1894, Feszty diede gli ultimi ritocchi, conferendo al dipinto un'armonia generale. Al termine del lavoro, Feszty si incolpò di non averlo terminato entro la scadenza; nel totale, spese complessivamente 10.000 fiorini per saldare ogni debito.
Si previde quale giorno dell'inaugurazione il 13 maggio 1894. Una folla enorme si accalcò spinta dal desiderio di osservare il dipinto, considerando che costituiva la principale attrazione della mostra millenaria volta a commemorare l'anniversario della conquista della pianura pannonica. Benché oggi la maggior parte degli storici indica l'895 come anno della conquista, le celebrazioni del millennio si svolsero nel 1896.
La tela fu successivamente trasportata a Londra per la Greater Britain Exhibition del 1899, tornando a Budapest solo nel 1909. La seconda mostra del dipinto fu aperta il 30 maggio 1909, dopodiché furono necessari dei restauri.
Nell'assedio di Budapest, avvenuto nel 1945 nell'ambito della seconda guerra mondiale, l'edificio e la tela del ciclorama subirono gravi danni. Pioggia e neve caddero sul dipinto senza che nessuno lo coprisse dalle intemperie e, a seguito delle modifiche ai confini dell'Ungheria imposte a seguito del conflitto con il trattato di Parigi del 1947, l'unico che poteva porsi come principale obiettivo il recupero del dipinto in quel frangente, István Feszty, nipote di Árpád Feszty, si trovò fuori dal territorio nazionale. Allo stesso modo, nemmeno Masa Feszty, figlia di Árpád Feszty, poté far nulla per salvarlo.

### Restauro dell'opera

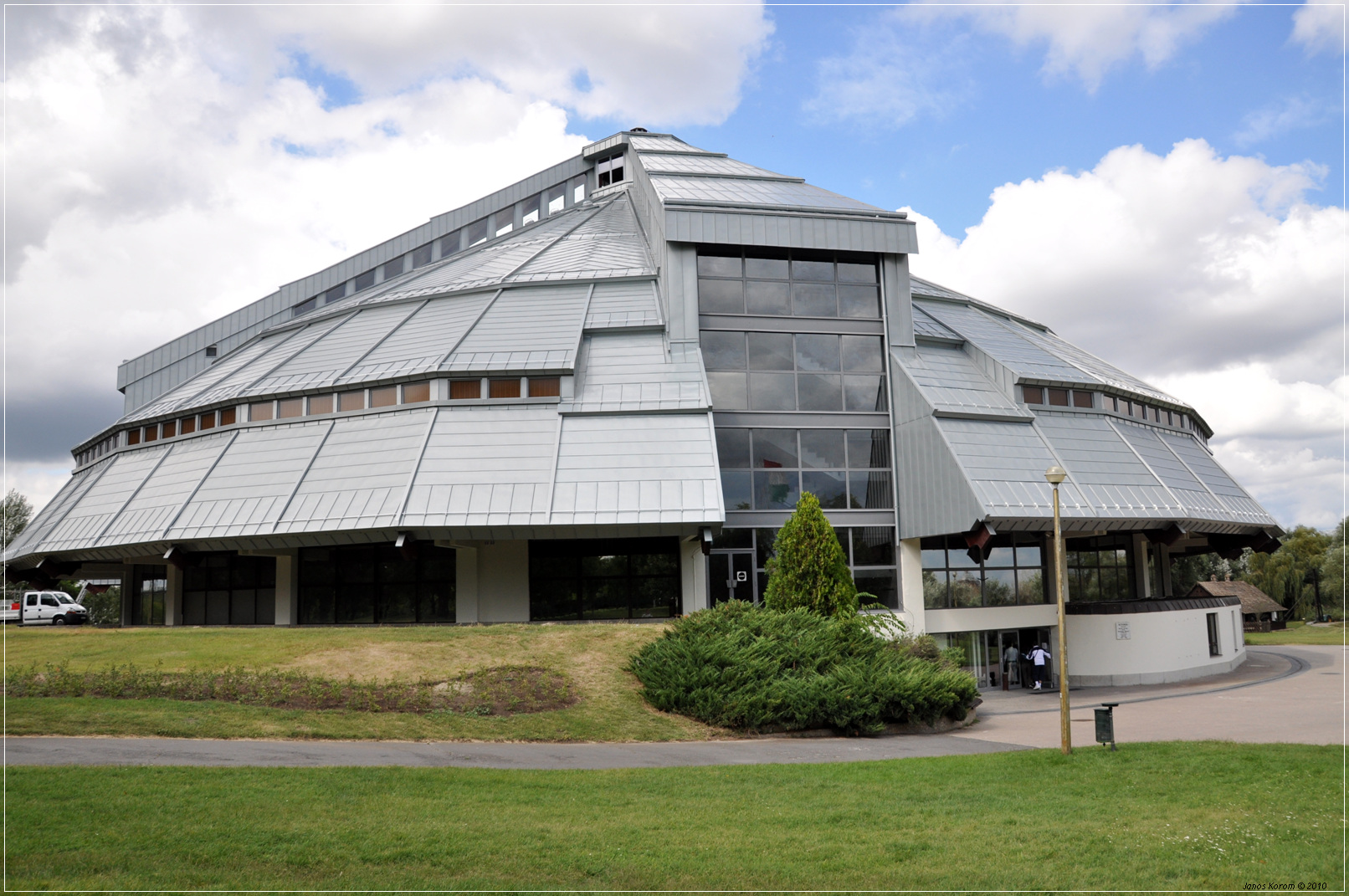
La rotonda di Ópusztaszer, sede ospitante del ciclorama

Negli anni '70 fu presa la decisione di istituire un parco nazionale storico commemorativo a Ópusztaszer. I gravi danni causati dalla guerra mondiale avevano costretto a convertire il dipinto, un ciclorama con una circonferenza di quasi 120 metri e un'altezza di 15 metri, e quindi una superficie di circa 1800 m², a tagliarlo in sezioni lunghi 8 metri, le quali furono arrotolate e custodite in vari magazzini del museo che aprì nell'area. Quando fu avviato il restauro del dipinto, si decise di procedere alla costruzione di una nuova rotonda che potesse ospitare il ciclorama. La realizzazione della struttura si fermò nel 1979 e parti della tela furono nuovamente immagazzinate e arrotolate. Nel 1991, un gruppo di restauratori polacchi vinse l'appalto per un nuovo restauro e si apprestò ad apportare i ritocchi necessari. Dal 1995 il monumentale ciclorama venne nuovamente esposto, assieme a un terreno artificiale e a degli altoparlanti nascosti che emettevano degli effetti sonori realistici. Tale scelta riscosse un discreto successo, considerando che il lavoro di Feszty rappresenta tuttora l'attrazione principale del parco storico commemorativo di Ópusztaszer.

## Galleria d'immagini

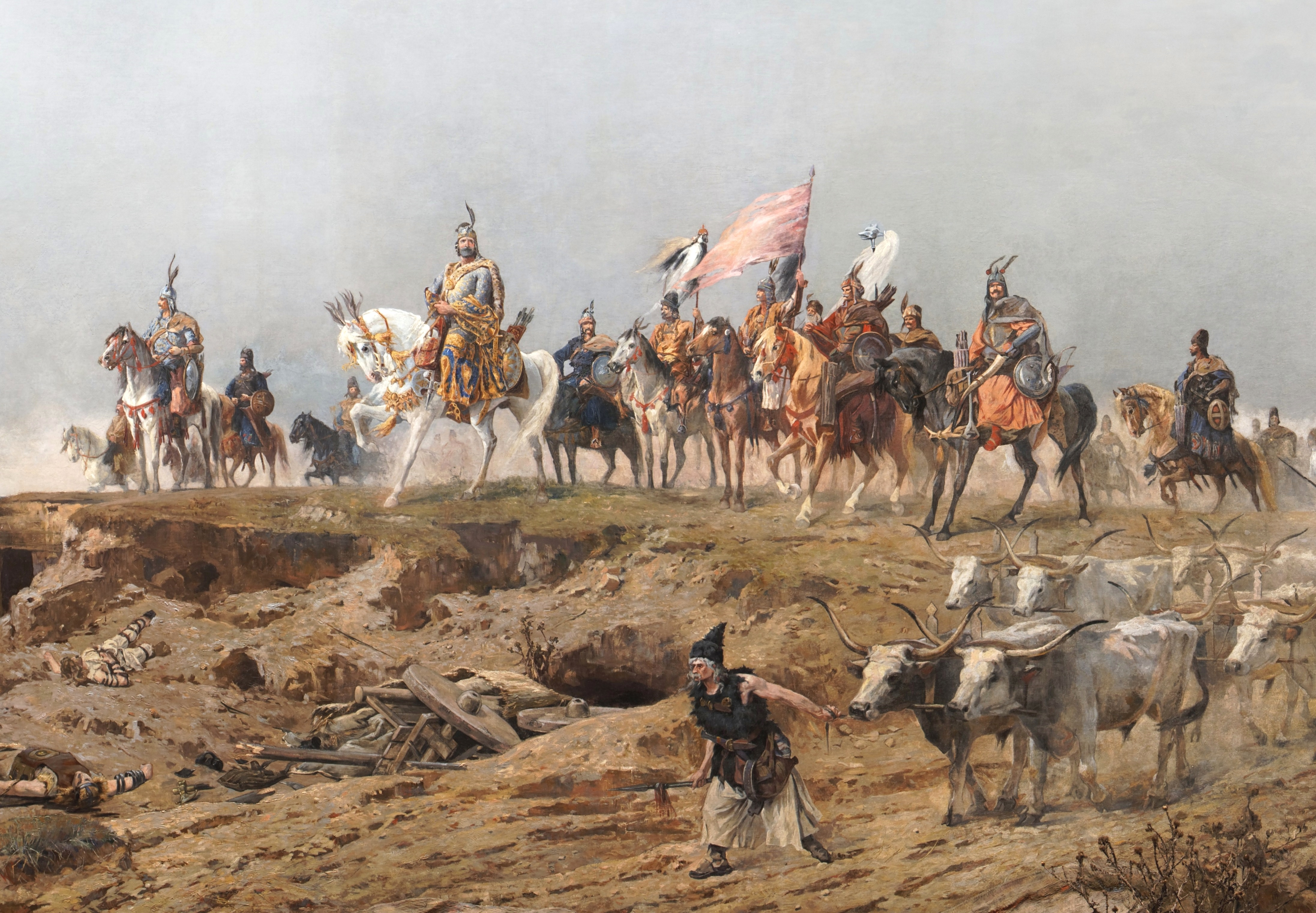
I sette capitribù magiari, dettaglio del ciclorama
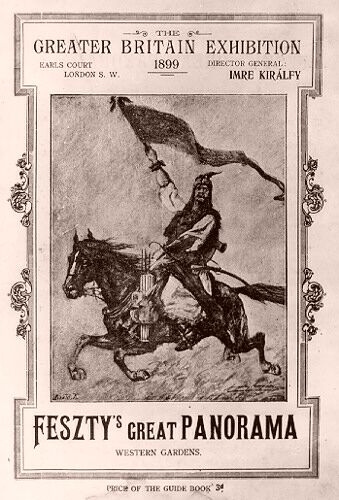
Il panorama di Feszty esposto alla Greater Britain Exhibition del 1899
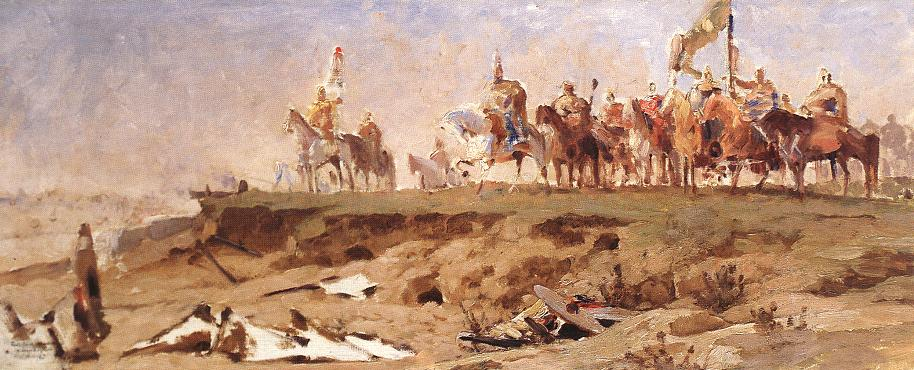
Il primo schizzo di Feszty, realizzato nel 1891
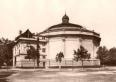
Il primo edificio che ospitò il ciclorama
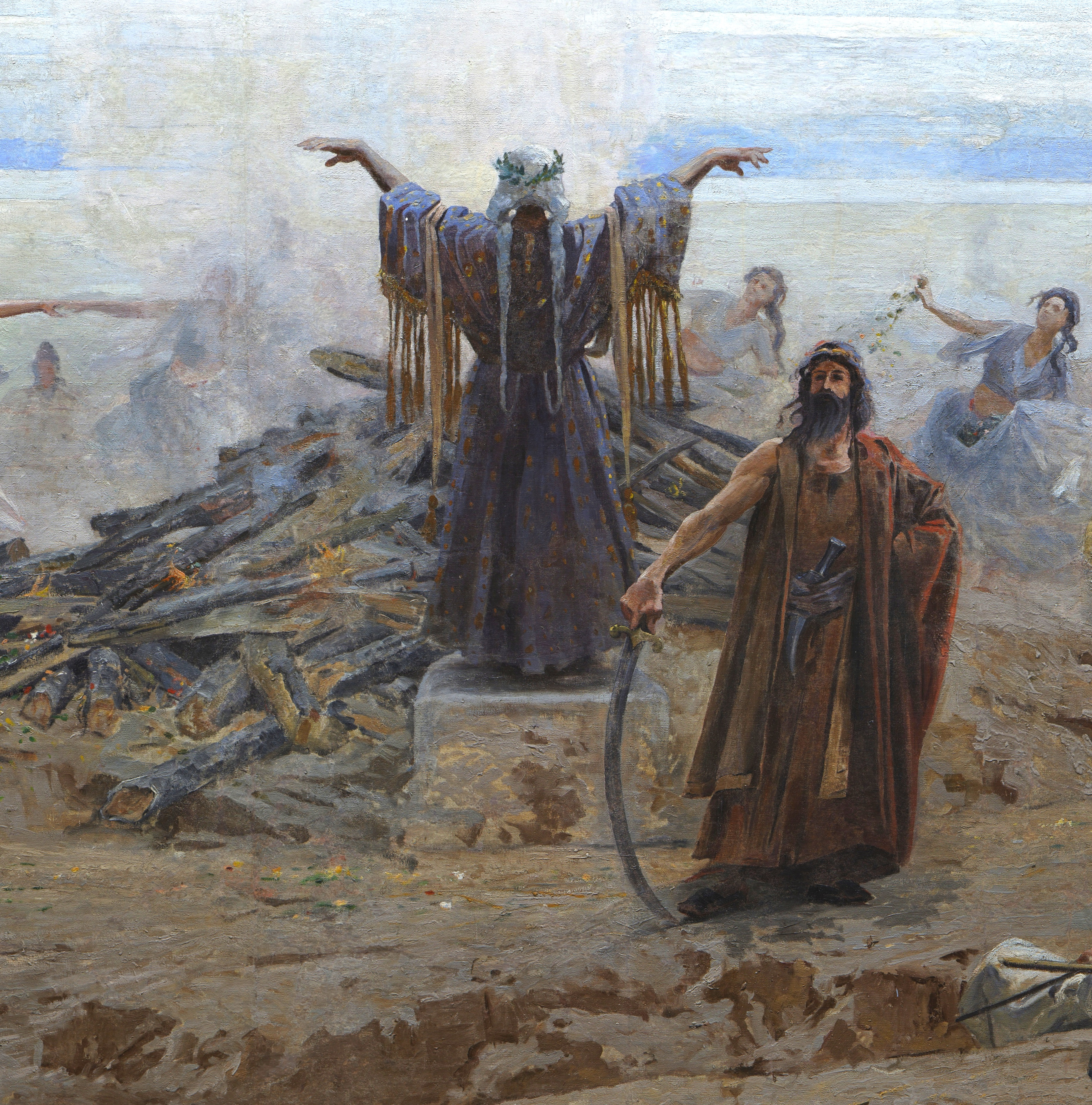
Un táltos magiaro ritratto nel dipinto, una figura tipica della mitologia ugrica
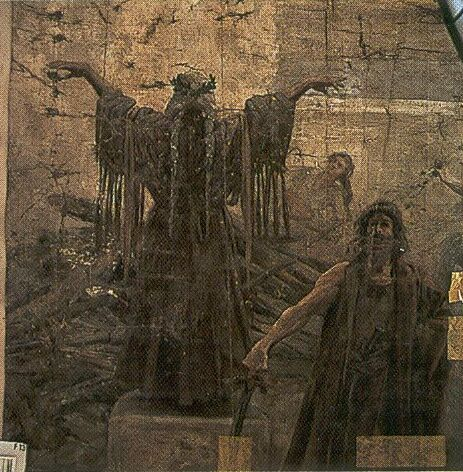
Dettaglio del táltos prima del suo restauro

### Esplicative
1. ↑  Un'immagine della località immortalata dal poeta, presso la quale è stato oggi realizzato un momento dedicato agli Ungari: Memorial to Hungarian conquest of Carpathian Basin at Verecke Pass, Ukraine.

### Bibliografiche
1. ↑   The Puszta and Lake Tisza, su itthon.hu, Portale turistico dell'Ungheria, 2010. URL consultato il 22 agosto 2022 (archiviato dall'url originale il 3 settembre 2009).
2. ↑  (EN) Opusztaszer - Description, su cometohungary.com, 2010. URL consultato il 22 agosto 2022 (archiviato dall'url originale il 16 dicembre 2009).
3. 1 2  Savolainen (2010).
4. 1 2 3 4 5 6 7  Emese (2014).
5. ↑   Neal Bedford, Steve Fallon e Lisa Dunford, Ungheria, EDT srl, 2009,  p. 312, ISBN 978-88-60-40476-3.
6. ↑   Pieter van Duin, Central European Crossroads: Social Democracy and National Revolution in Bratislava (Pressburg), 1867-1921, Berghahn Books, 2009, ISBN 978-18-45-45395-4.
7. ↑   Parco nazionale storico commemorativo di Ópusztaszer, su visithungary.com. URL consultato il 22 agosto 2022.